# Шиди, Кевин
Ке́вин Ши́ди (англ. Kevin Sheedy; род. 21 октября 1959, Билт Уэлс, Поуис) — ирландский футболист, полузащитник. Прежде всего известен выступлениями за английский клуб «Эвертон» и сборную Ирландии. Двукратный чемпион Англии. Обладатель Кубка кубков УЕФА, Кубка Англии и Кубка английской лиги.

## Клубная карьера
Во взрослом футболе дебютировал в 1975 году выступлениями за английский клуб «Херефорд Юнайтед», в котором провёл три сезона, приняв участие в 51 матче чемпионата. Своей игрой за «Херефорд» привлёк внимание тренерского штаба «Ливерпуля», к составу которого присоединился в 1978 году.
Дебютировал в основном составе мерсисайдцев 14 февраля 1981 года, когда «Ливерпуль» принимал на своём поле «Бирмингем». Впоследствии сыграл ещё 2 матча в национальном чемпионате и 2 матча в розыгрыше Кубка лиги сезона 1981/1982. В обоих случаях Кевин забивал голы («Эксетеру» и «Мидлсбро»), став обладателем трофея, однако закрепиться в основном составе клуба ему так и не удалось.
В 1982 году заключил контракт с клубом «Эвертон», в составе которого провел следующие десять лет своей карьеры игрока. Большинство времени, проведенного в составе «Эвертона», был основным игроком команды. За это время добавил к своему трофею два титула чемпиона Англии, и титул обладателя Кубка Кубков УЕФА.
В течение 1992—1993 годов защищал цвета клуба «Ньюкасл Юнайтед», вместе с которым выиграл Чемпионшип.
Завершил профессиональную игровую карьеру в клубе «Блэкпул», за команду которого выступал в течение 1993—1994 годов.

## Карьера в сборной
В 1984 году дебютировал в официальных матчах в составе национальной сборной Ирландии. В течение карьеры в национальной команде, которая длилась 10 лет, провел в форме главной команды страны 46 матчей, забив 9 голов.
В составе сборной был участником чемпионата Европы 1988 года в ФРГ, а также чемпионата мира 1990 года в Италии.

## Достижения
«Эвертон»
- Чемпион Англии (2): 1984/85, 1986/87
- Обладатель Кубока Англии по футболу: 1984
- Победитель Кубка обладателей кубков УЕФА: 1984/85

«Ливерпуль»
- Обладатель Кубка Футбольной лиги: 1981/82

При этом в некоторых источниках Кевин Шиди также считается чемпионом Англии 1978/79, 1979/80, 1981/82 годов в составе «Ливерпуля», однако он провёл всего 3 матча за клуб за три сезона в 1981 году. Также в некоторых источниках он считается обладателем Кубка европейских чемпионов 1980/1981, однако на поле в этом турнире он ни разу не выходил.